# North Middlesex
North Middlesex es un municipio canadiense situado en la provincia de Ontario.

## Superficie
North Middlesex tiene una superficie de 598,65 km².

## Demografía
En 2021, tenía 6307 habitantes, una densidad poblacional de 10,5 hab./km², y 2481 viviendas.